# ميل مي-1
ميل مي-1 (الروسية: Миль Ми-1) (لقب تعريف الناتو:Hare) هي مروحية سوفيتية خفيفة متعددة المهام، ذات ثلات أو أربعة مقاعد. ويزودها بالقدرة محرك واحد من طراز ايفتشنكو تبلغ قدرته 575 حصان. دخلت الخدمة في عام 1950، وشوهدت للمرة الأولى أثناء الاحتفال بيوم الطيران السوفيتي عام 1951. وقد استمر إنتاجها لمدة 16 عاما وتعد أول مروحية تدخل الإنتاج في الاتحاد السوفييتي صنع منها ما يزيد عن 1,000 وحدة في الاتحاد السوفييتي و1594 في بولندا تحت اسم SM-1.

## التصميم والتطوير
بدأ تصميم هذه المروحية بعد الحرب العالمية الثانية بناء على توجيهات القيادة السوفيتية وأبصرت أول نماذجها النور عام 1947 واستمر إجراء التجارب عليها حتى عام 1950 حيث دخلت الخدمة في نفس العام. وقد بُنيت على مخطط آلة طيران كلاسيكية أحادية الدوار مع ثلاث شفرات رئيسية والذيل الدوار.

## الطرازات
- GM-1

النموذج الأول للمروحية
- Mi-1

مروحية بثلاث مقاعد للأغراض العامة والخفيفة يقودها طيار واحد وتحمل راكبين معه.
- Mi-1T

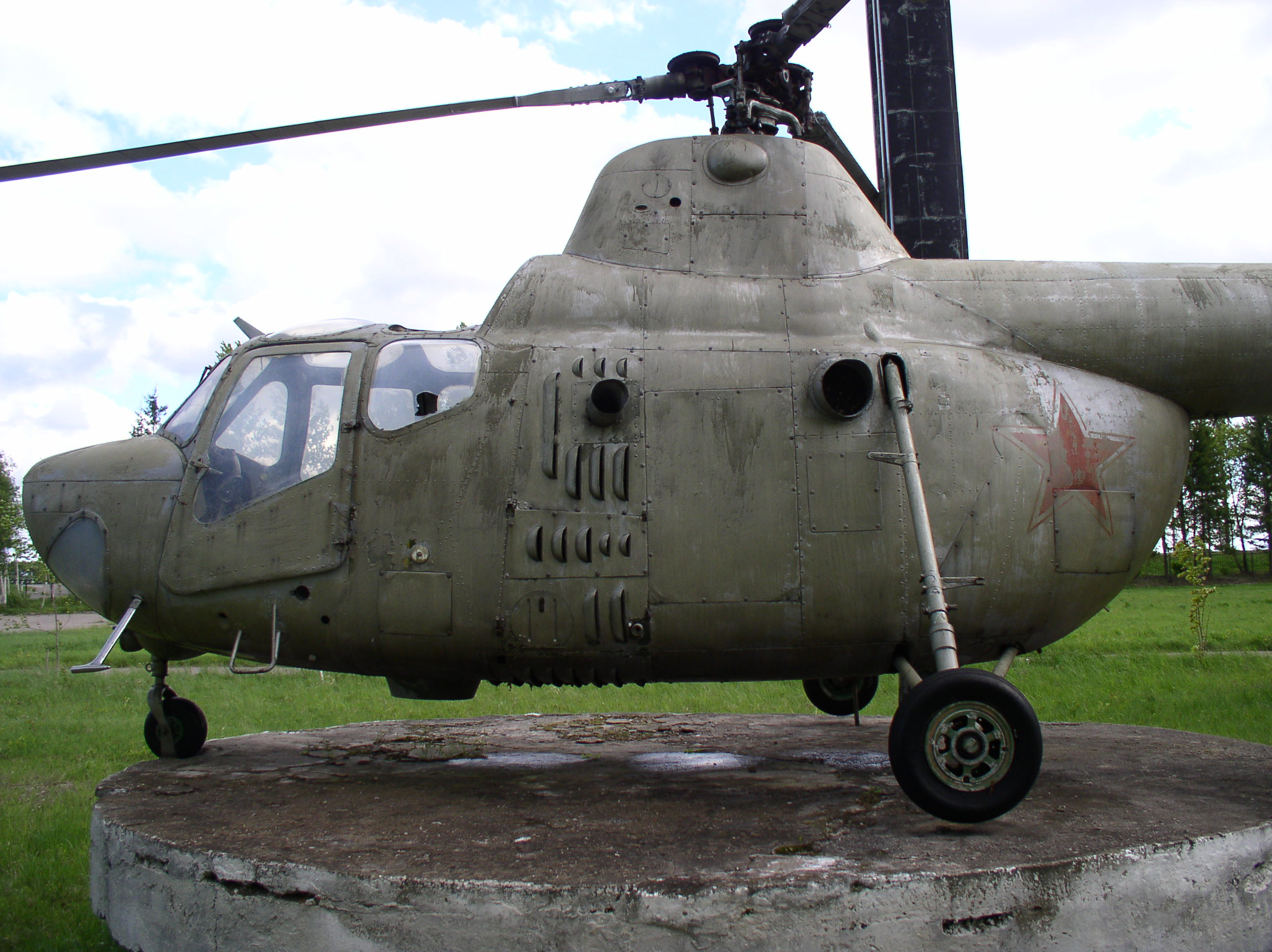
طائرة ميل مي-1 بثلاث مقاعد من النماذج الاولية

نفس المروحية السابقة بالنسبة للتصميم ولكن جرى تغيير محركها
- Mi-1KR (TKR)

مرويحة استطلاع واتصال خفيفة
- Mi-1NKh

مروحية بثلاث مقاعد للأغراض العامة. استخدمت كطائرة زراعية وفي مجال البريد الجوي والإسعاف الجوي
- Mi-1A

ثلاث مقاعد أيضا بطيار وراكبين.
- Mi-1AKR

طائرة استطلاع واتصال خفيفة
- Mi-1U/TU/AU/MU

مروحية تدربية
- Mi-1M

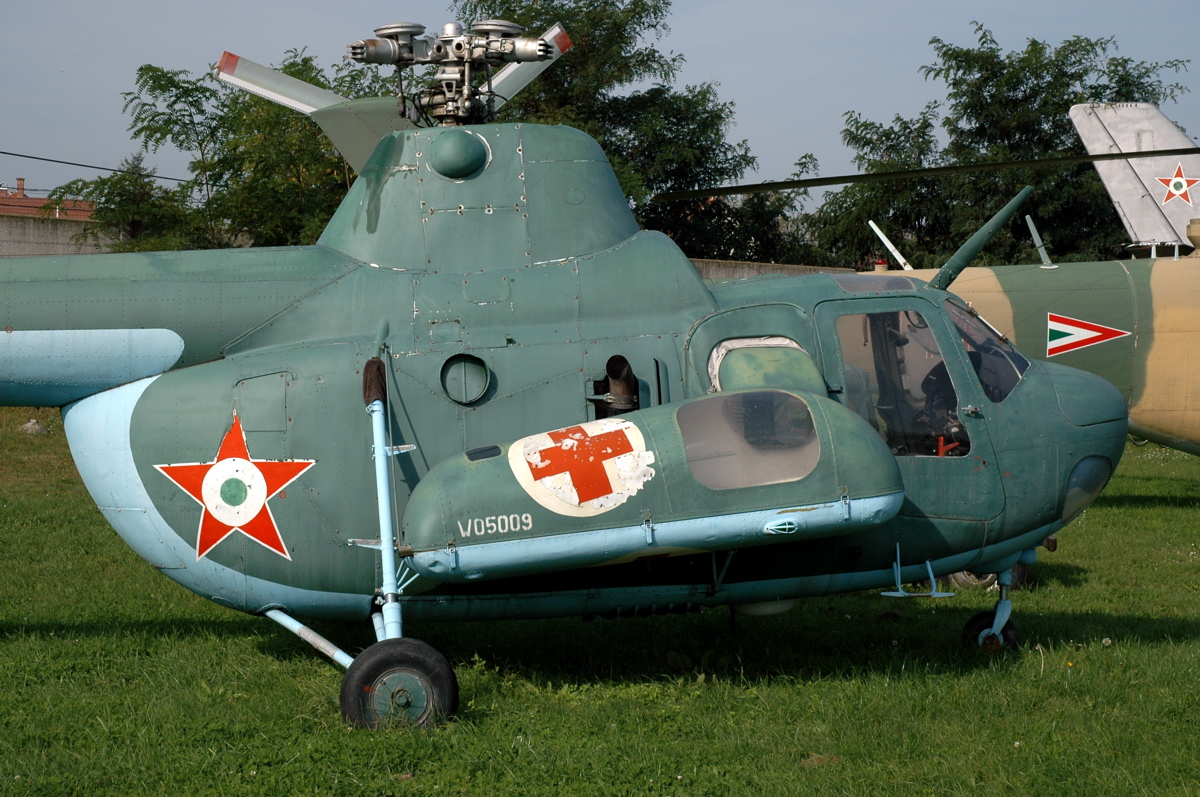
ميل مي-1 للاسعاف الجوي يلاحظ حجرات المصابين على جانب الطائرة

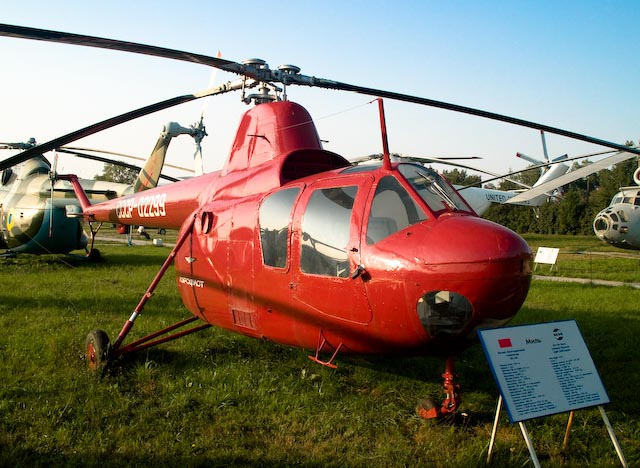
مروحية ميل مي - 1m ذات اربعة مقاعد

مروحية باربعة مقاعد وطيار واحد. جرت فيها تغييرات واضحة تضمنت رفع سقف المقصورة وانف أكثر تقدما.
- Mi-1M Moskvich

طائرة نقل مدنية صنعت خصيصا لشركة ايروفلوت. وضعت فيها عوازل للصوت في المقصورة وأجهزة تحكم هيدروليكية
- Mi-1MNKh

مروحية باربعة مقاعد للاغرض العامة. استخدمت في المجال الزراعي والإسعاف الجوي والبريد الجوي والشحن
- Mi-1MG
- Mi-1MRK

مروحية للاستطلاع. استحخدمت بشكل أساسي لضبط قصف المدفعية بعيدة المدى
- SM-1

النسخة البولندية للطائرة.
- SM-1/600

النسخة البولندية المنتجة عام 1957
- SM-1W

النسخة البولندية المصنعة عام 1960
- SM-1WS

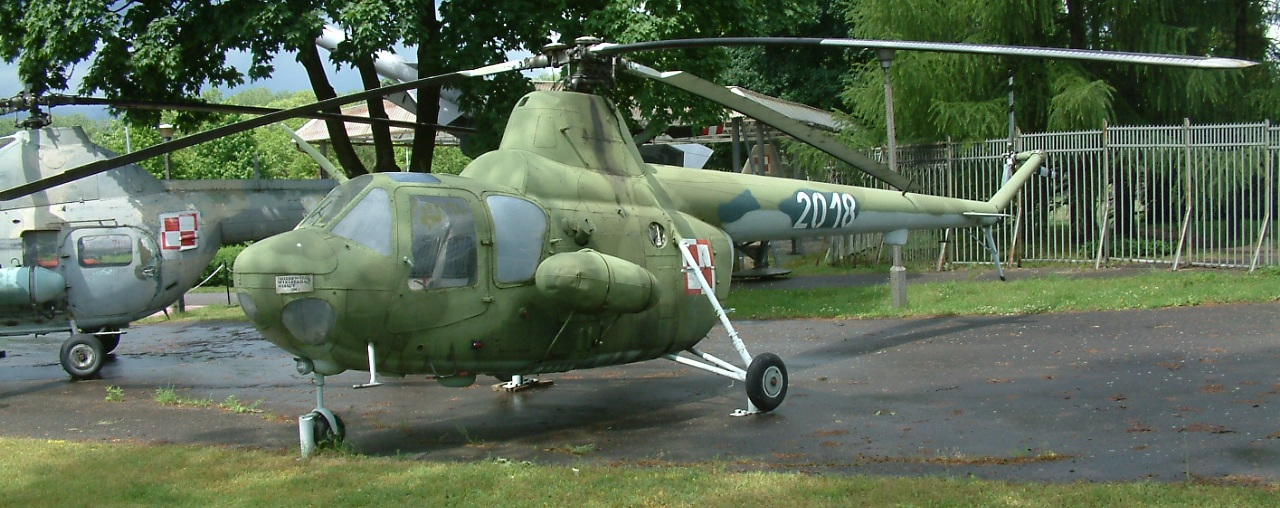
SM-1 النسخة البولندية للطائرة

مروحية الإسعاف الجوي من النسخة البولندية
- SM-1WSZ

مروحية تدريب بتحكم مزدوج
- SM-1WZ

مروحية للاستخدامات الزراعية
- SM-2

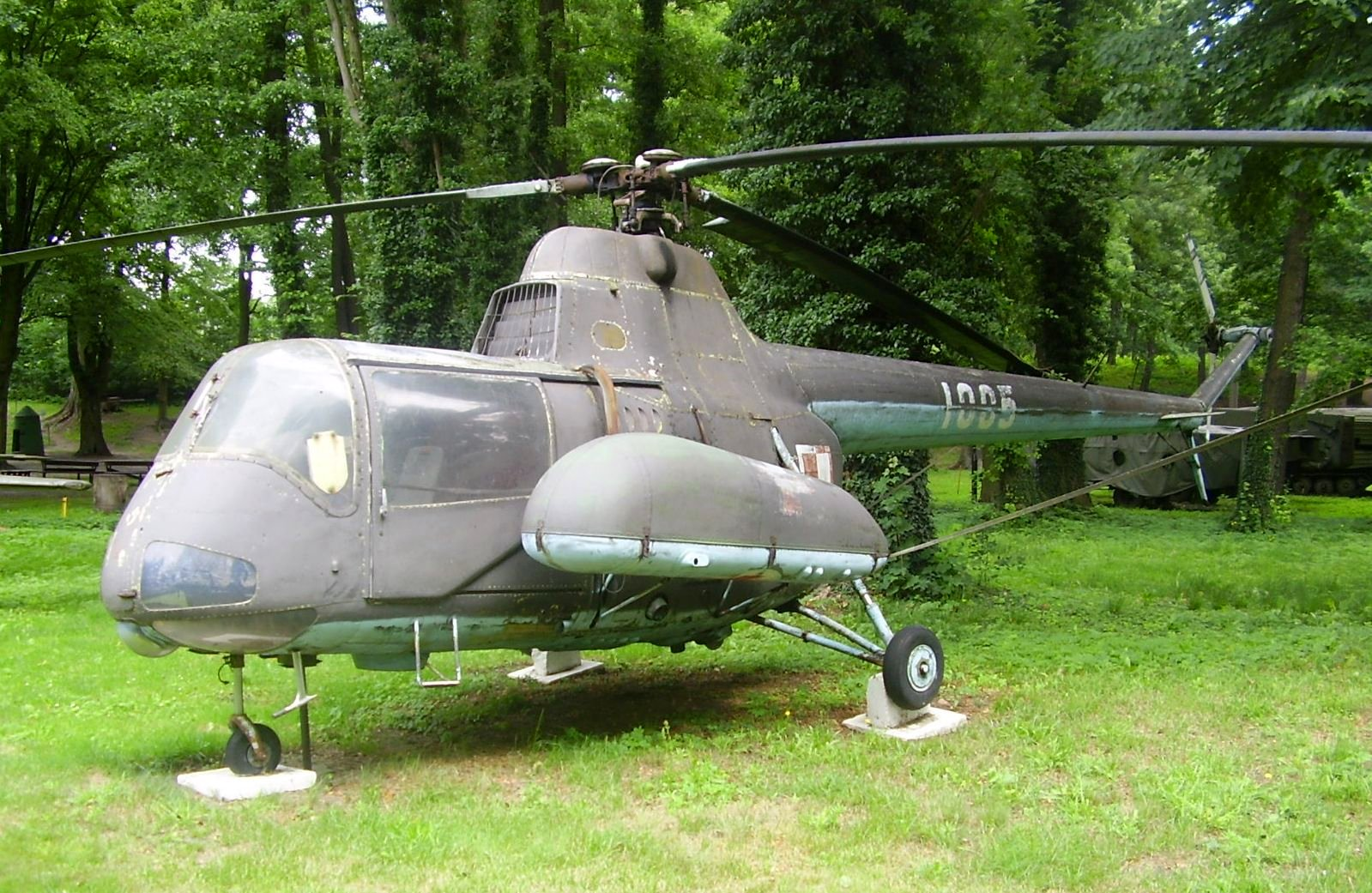
SM-2

نسخة بولندية مع تعديل منطقة المقصورة وجلوس الركاب والطيار
- Mi-3

نسخة محسنة مع دوار رباعي

## المشغلون
المشغلون العسكريون
 أفغانستان

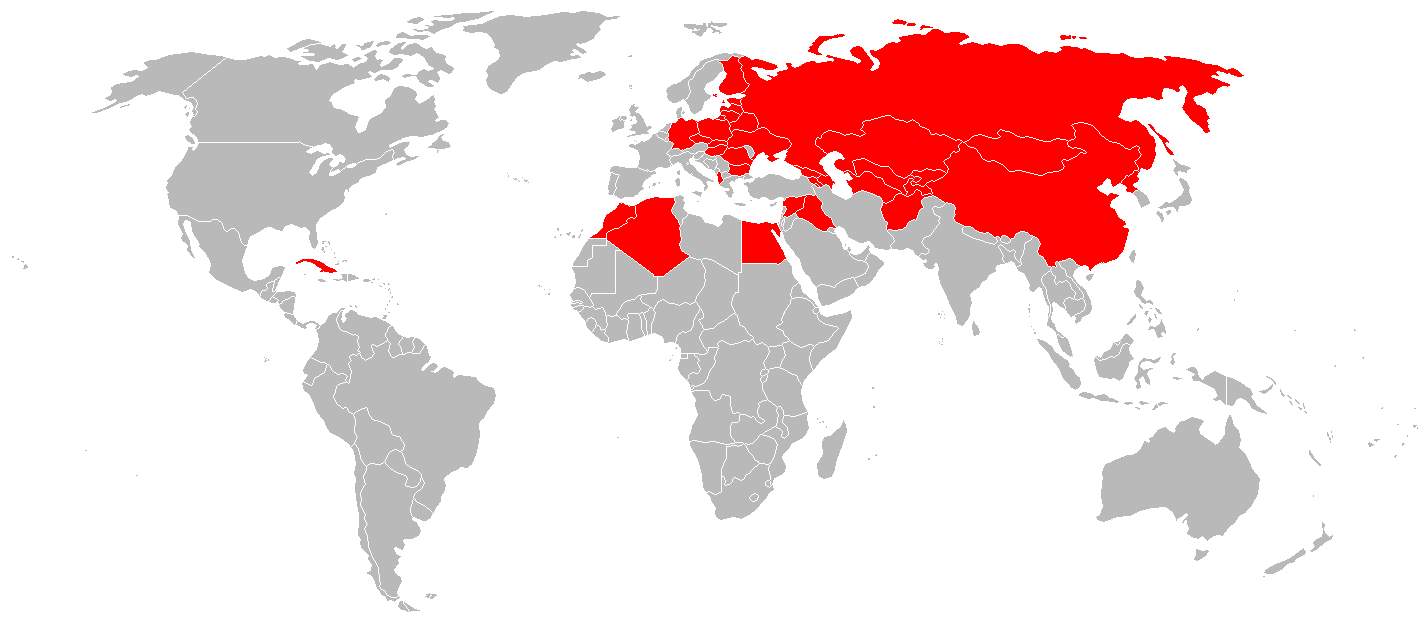
الدول المشغلة لميل مي-1

سلاح الجو الأفغاني حصل على 12 طائرة عام 1957 وخرجت جميعها من الخدمة عام 1976
 ألبانيا
القوة الجوية الألبانية
 الجزائر
القوة الجوية الجزائرية
 بلغاريا
القوة الجوية البلغارية
 الصين
 كوبا
القوة الجوية الكوبية
 تشيكوسلوفاكيا
القوة الجوية التشيكوسلوفاكية
 ألمانيا الشرقية
القوة الجوية الألمانية الشرقية
 مصر
القوة الجوية المصرية
 فنلندا
القوة الجوية الفنلندية شغلت أربعة طائرات في الفترة 1961-1967
 المجر
القوة الجوية المجرية
 العراق
القوة الجوية العراقية
 منغوليا
القوة الجوية المنغولية
 كوريا الشمالية
سلاح الجو الكوري الشمالي
 بولندا
القوة الجوية البولندية
البحرية البولندية
 رومانيا
القوة الجوية الرومانية. شغلت النسخة البولندية
 الاتحاد السوفيتي
القوة الجوية السوفيتية
طيران الجيش السوفيتي
 سوريا
القوة الجوية السورية
المشغلون المدنيون
 تشيكوسلوفاكيا
 رومانيا
 الاتحاد السوفيتي
الخطوط الجوية السوفيتية (ايروفلوت)

## المواصفات
الخصائص العامة
- الطاقم : واحد
- القدرة : 2 الركاب أو 255 كلغ (561 رطل) من البضائع
- الطول : 12,09 م
- قطر الدوار : 14,35 م
- الارتفاع: 3,30 م
- الوزن فارغة : 1700 كلغ
- الوزن محملة : 2140 كجم (
- أقصى وزن للإقلاع : 2330 كلغ (5126 £)
- المحرك : 1 × ايفتشنكو 26V، 429 كيلو واط (575 حصان)

الأداء 
- السرعة القصوى : 185 كلم / ساعة (115 ميلا في الساعة)
- المدى : 430 كلم (268 ميل)
- أعلى ارتفاع : 3500 متر (11480 قدم)
- معدل الصعود : 5,3 م / ث (1043 قدم / دقيقة)
- القوة / الكتلة : 0,20 كيلو واط / كجم (0.12 حصان / رطل)